# Bjorjoljoch (Indigirka)
Der Bjorjoljoch (jakut.Бөрөлөөх (Börölööch), russisch Бёрёлёх, auch Berelech; im Unterlauf Jelon; russisch Елонь) ist ein 754 km langer linker Nebenfluss der Indigirka in Ostsibirien (Russland, Asien).
Der Bjorjoljoch entsteht in etwa 160 m Höhe am Südrand des Jana-Indigirka-Tiefland aus den kleinen Quellflüssen Tschamyga-Okatyn und Kemelkan-Okat, welche ihren Ursprung im hier knapp 900 m hohen Polousnyrücken haben. Er durchfließt dann zunächst in nördlicher, später in östlicher Richtung das Jana-Indigirka-Tiefland, wobei er sich im Unterlauf in eine Vielzahl von Armen verzweigt. Schließlich mündet der Fluss im Bereich des Mündungsdeltas der Indigirka ebenfalls mit mehreren Armen in deren linken Mündungsarm Russko-Ustjinskaja (in 1 m Höhe).
Das Einzugsgebiet des Bjorjoljoch umfasst 17.000 km². In Mündungsnähe ist der Hauptarm des Flusses knapp 200 Meter breit und 3,5 Meter tief; die Fließgeschwindigkeit beträgt 0,3 m/s. Die wichtigsten Nebenflüsse sind Uesse-Kyllach, Ulachan-Kyllach (auch Kyllach oder Tiit), Sygannach und Ary-Mas (alle von rechts). Im Einzugsgebiet des Bjorjoljoch gibt es mehr als 9000 Seen mit einer Gesamtfläche von 1610 km².
Im Winter friert der Bjorjoljoch bis zum Grund durch; im Juli und August führt er Hochwasser.
Auf ihrer gesamten Länge durchfließt die Bjorjoljoch das Territorium des Allaichowski-Ulus (Rajons) der Republik Sacha (Jakutien). Unterhalb der Mündung des Bjorjoljoch liegt das Dorf Russkoje Ustje, am Mittellauf das Dorf Tschkalow.